# Óscar Plano
Óscar Plano Pedreño (* 11. Februar 1991 in Móstoles) ist ein spanischer Fußballspieler. Seine bevorzugte Position ist die des Stürmers. Derzeit steht er im Kader von FC Elche.

## Vereinskarriere
Óscar Plano begann in der Jugend von CD Móstoles seine Laufbahn. Mit elf Jahren wechselte er in die Juniorenakademie von Real Madrid.
Im Sommer 2011 wurde Plano in den Kader der Zweitmannschaft Real Madrid Castilla übernommen, mit der er am 17. August 2012 gegen den FC Villarreal sein Debüt in der Segunda División gab.
Zur Saison 2013/14 wurde Óscar Plano an den Ligakonkurrenten AD Alcorcón ausgeliehen und danach fest verpflichtet.
Im Juli 2017 wechselte er zum Ligakonkurrenten Real Valladolid. Bei seinem neuen Verein war er von Beginn an ein wichtiger Spieler und stand regelmäßig in der Startelf. In seinem ersten Jahr in Valladolid gelang Plano und dem Verein der Aufstieg in die Primera División. Nach dem Abstieg im Jahr 2021 folgte in der folgenden Saison 2021/22 der direkte Wiederaufstieg.
Im Sommer 2023 wechselte er nach dem erneuten Abstieg mit Real Valladolid zum Mitabsteiger FC Elche.

## Erfolge
- Aufstieg in die Primera División (2): 2017/18, 2021/22 (Real Valladolid)
- Aufstieg in die Segunda División: 2011/12 (Real Madrid Castilla)